# 김경일 (교수)
김경일 ( 1970년 8월 20일 ~ ) 은 대한민국의 인지심리학자이다.  현재 아주대학교 심리학과 교수로 재직중이다. 

## 저서
- 이끌지 말고 따르게 하라 (2015, 진성북스)
- 지혜의 심리학 (2017, 진성북스)
- 어쩌면 우리가 거꾸로 해왔던 것들 (2018, 진성북스)
- 십대를 위한 공부사전 (2018, 다림)
- 심리학의 이해 (공저, 2019, 학지사)